# CMASA
Die Costruzioni Meccaniche Aeronautiche S.A., kurz CMASA war eine Betriebsgesellschaft zum Bau von Dornier-Flugbooten/Dornier-Walen in den früheren Werftanlagen der Cantiere Navale G. Gallinari in Marina di Pisa in Italien. Die Friedrichshafener Luftschiffbau Zeppelin GmbH, die Muttergesellschaft der Dornier Metallbauten GmbH (DMB) war daran mit 57 % beteiligt und die ursprünglichen Eigentümer der Werftanlagen (Societa Gallinari) sowie einige Pisaner Geschäftsleute zusammen mit 43 %.

## Geschichte
Die CMASA wurde 1921 im Zusammenhang mit dem Erwerb der Gallinari Werftanlagen durch die Luftschiffbau Zeppelin GmbH gegründet. Diese benötigte für ihre Tochtergesellschaft DMB zur Umgehung des Bauverbotes von größeren und militärischen Flugzeugen durch die Versailler Verträge eine Fertigungsstätte im Ausland. 1921, während einer Inspektion der Aktivitäten der DMB durch die Interalliierte Luftfahrtüberwachungskommission (ILÜK) zur Einhaltung der Versailler Verträge lernte Claude Dornier, der damals Geschäftsführer der zum Zeppelin-Konzern gehörigen DMB war, aus der Kommission einen italienischen Oberst kennen, der ihm von einer stillgelegten Werft in Marina di Pisa – offensichtlich sogar in konspirativer Absicht – erzählte. Diese Werft war im Ersten Weltkrieg mit dem Bau von kleineren Schiffen und Booten befasst und zerfiel nunmehr. Die DMB arbeitete an der Konstruktion des Dornier Wal und benötigte dringend im Ausland zur Umgehung des Bauverbotes durch die Versailler Verträge eine Werft zur Montage der Flugzeuge. Ein erster Kaufversuch durch einen Besuch von Dornier und Alfred Colsman, den Generaldirektor des Zeppelin-Konzerns, bei den Eigentümern der Anlagen in Marina di Pisa scheiterte am Nichterscheinen der Eigentümer. Dornier erhielt von Colsman aber die Freigabe, selbst weiter zu verhandeln mit einem absoluten Kauflimit von 100.000 Goldmark für die Werftanlagen. In einem weiteren Verkaufsgespräch beharrten die Eigentümer auf 200.000 Goldmark, gingen aber auf den Vorschlag ein, dass der Zeppelin-Konzern die Werftanlagen für 100.000 Goldmark alleinig erwerben und die ehemaligen Eigentümer an der zu gründenden Betriebsgesellschaft für den Bau der Flugzeuge im Wert von 75.000 Goldmark Anteile zugesprochen bekämen, was einem Verhältnis von etwa 43 % an der CMASA entsprechen würde. Schon bald nach der Gründung gab der Zeppelin-Konzern die Mehrheit an die italienischen Gesellschafter ab und begnügte sich mit einer Minderheitsbeteiligung. Die wesentliche Verbindung mit der CMASA war danach der Lizenzvertrag zwischen Claude Dornier und DMB einerseits und der CMASA andererseits.
Die DMB schickte acht Mitarbeiter aus Friedrichshafen nach Marina di Pisa, welche die Anlagen in vier Monaten entrümpelten und renovierten. Weitere Mitarbeiter folgten, die den Bau der Dornier Wale vorbereiteten. Die Belegschaft wurde erheblich durch italienische Mitarbeiter aufgestockt.
1922 bestellte Spanien sechs Dornier Wale, die alle in Marina di Pisa montiert und eingeflogen wurden. Bis 1931 wurden der Typ ausschließlich in Marina di Pisa gebaut, danach ging die Fertigung nach Friedrichshafen/Seemoos.
1926 gründete das Deutsche Reich mit Claude Dornier und der DMB die AG für Dornier-Flugzeuge (Do-Flug AG) zum Bau der Dornier Do X in Altenrhein in der Schweiz. Dornier schreibt in seinen Erinnerungen, dass man damals beschloss, die Werft in Marina di Pisa aufzulösen und das deutsche Personal nach Altenrhein zu holen, aber es wurden noch bis 1931 Dornier Wale in Marina di Pisa gebaut. 1930 verkauften die italienischen Gesellschafter ihre Anteile an Fiat. Es ist anzunehmen, dass zum gleichen Zeitpunkt auch der Zeppelin-Konzern seine verbliebenen Anteile an Fiat veräußerte. Jedenfalls wurden nach Auslaufen der Fertigung der Dornier Wale im Jahr 1931 in Marina di Pisa nur noch Flugzeuge von Fiat gebaut, darunter auch das Jagdflugzeug Fiat G.50. Dornier führte nach dem Zweiten Weltkrieg zwar die Anlagen in Altenrhein in seinem Bestand, aber – wie auch schon zuvor – nicht die in Marina di Pisa.